# Skydelære
En skydelære er et instrument til at måle længder indtil ca. 15 centimeter, normalt, men de findes også i større udgaver, med en nøjagtighed ned til 2/100 (0,02) millimeter. En rutineret bruger måler med en præcision på 1/100 (0,01) millimeter. Den består af en lineal med en skyder, som kan bevæge sig langs linealen. Begge dele er forsynet med kæber, og afstanden mellem disse kæber kan aflæses på linealens skala.
Skydelæren har som regel to par kæber; det ene sæt (nederst på billedet til højre) kan "gribe om" et emne og tage udvendige mål, f.eks. tykkelsen eller diameteren af en mønt. Det andet sæt kæber (øverst på billedet til højre) kan tage indvendige mål, f.eks. diameteren af hullet i en mønt. Desuden har en skydelære som oftest en smal stang der løber i en fure i linealen; den bruges til at måle dybden af huller — den længde hvormed stangen stikker ud for enden af linealen, kan aflæses ved skyderens position i forhold til linealen.
Både linealen og skyderen har en skala som tilsammen gør det muligt at aflæse den målte længde med ned til to hundrededele af en millimeter. Et nulpunkt på skyderens skala (kaldet nonius) "peger" på den målte distance på linealen, og dertil er der yderligere 10, 20 eller (som på billedet) 50 mærker på skyderen: Det mærke der ligger nærmest en millimeter-streg på linealen, indikerer hvor mange 10.-dele, 20.-dele eller, som på billedet, 50.-dele millimeter der skal lægges til den distance som nul-mærket peger på. Nonius´ens tal angiver i dette tilfælde 1/10 (0,10) millimeter.